# Valdas Dopolskas
Valdas Dopolskas (ur. 30 kwietnia 1992 w Wilnie) – litewski lekkoatleta specjalizujący się w biegach długodystansowych, uczestnik igrzysk olimpijskich w 2016 roku. 

## Kariera
Trzykrotnie wygrał półmaraton wileński. Wziął udział w maratonie we Frankfurcie nad Menem, podczas którego osiągnął rezultat kwalifikujący go do udziału w igrzyskach olimpijskich. W biegu maratońskim podczas igrzysk w Rio de Janeiro zajął 111. miejsce uzyskując czas 2:28:21.